# Сен-Мартен-Лис
Сен-Марте́н-Лис (фр. Saint-Martin-Lys) — коммуна во Франции, находится в регионе Лангедок — Руссильон. Департамент коммуны — Од. Входит в состав кантона Кийан. Округ коммуны — Лиму.
Код INSEE коммуны — 11358.

## Население
Население коммуны на 2008 год составляло 50 человек.
| 1962 | 1968 | 1975 | 1982 | 1990 | 1999 | 2008 |
| ---- | ---- | ---- | ---- | ---- | ---- | ---- |
| 66   | 67   | 44   | 40   | 31   | 46   | 50   |

## Экономика
В 2007 году среди 26 человек в трудоспособном возрасте (15—64 лет) 17 были экономически активными, 9 — неактивными (показатель активности — 65,4 %, в 1999 году было 53,6 %). Из 17 активных работали 16 человек (9 мужчин и 7 женщин), безработным был 1 мужчина. Среди 9 неактивных 4 человека были пенсионерами, 5 были неактивными по другим причинам.

## Достопримечательности
- Церковь XIII века